# اهاگبیا
اهاگبیا (به لاتین: Ahogbèya) یک منطقهٔ مسکونی در بنین است که در استان کوفو واقع شده‌است.

## خصوصیات
اهاگبیا ۱۰٬۳۳۰ نفر جمعیت دارد.